# 濱田堯
濱田 堯（はまだ たかし、1979年9月19日 - ）は、滋賀県大津市出身の元サッカー選手、サッカー指導者。現在は湘南ベルマーレU-15WESTの監督。現役時代のポジションはゴールキーパー（GK）。日本サッカー協会公認A級コーチジェネラル、GKレベル3コーチ。

## 経歴
- 1995年 - 1997年 膳所高校
- 1998年 - 2001年 筑波大学

## 指導歴
- 2002年 柏レイソル
- 2003年 - 2006年 アルビレックス新潟
- 2005年 - 2006年 JFAナショナルトレセンコーチ
- 2006年 U-14日本選抜GKコーチ
- 2007年 - 2010年 ガンバ大阪
- 2011年 - 2015年 ジェフユナイテッド市原・千葉
- 2012年 Jリーグ選抜U-13GKコーチ
- 2013年 Jリーグ選抜U-15GKコーチ
- 2016年 カターレ富山
- 2017年 - 2018年 グランセナ新潟FC
- 2019年 - 現在 湘南ベルマーレ